# Rio Cutiş
O Rio Cutiş é um rio da Romênia, afluente do Băbiu, localizado no distrito de Sălaj.